# Найден Дринов
Найден Стоянов Дринов е български революционер, активен участник в подготовката и провеждането на Априлското въстание в IV революционен окръг. Член на Военния съвет (Привременно правителство) в Панагюрище по време на въстанието. Брат на проф. Марин Дринов.

## Биография
Заедно с по-малкия си брат Пейо е съдържател на хан в Панагюрище. Многократно приютява Васил Левски при посещенията му в града. Съосновава местния революционен комитет през 1871. Когато Георги Бенковски пристига с мисията си в града, първо се свързва с Найден Дринов. В подготовката на въстанието е водещ член на революционния комитет и отговаря за бунтовническата кореспонденция и други организационни дейности.
След потушаване на въстанието е арестуван, бива многократно тежко измъчван и лежи в Татарпазарджишкия и Пловдивския затвор. Осъден е на смърт, но присъдата не е изпълнена поради идването на чуждестранни наблюдатели. Не е освободен при общата амнистия през лятото на 1876, а едва няколко месеца по-късно.
След Освобождението, през 1880 е назначен за първи съдия в Ихтиман, въпреки че няма формално правно образование. По-късно работи и като адвокат в града си. Бил е общински съветник и кмет на Панагюрище.